# Tamara (cantant)
Tamara Macarena Valcárcel Serrano (Sevilla, 27 de juny de 1984), coneguda artísticament com a Tamara, és una cantant melòdica, especialment coneguda per les seves interpretacions de boleros. És neta del gran cantador de flamenc Rafael Farina i de la balladora Fernanda Romero, artista menys coneguda, però molt important en el món del flamenc. Algunes de les seves interpretacions reeixides són Si nos dejan, Cada día, Gracias, Celos, Siempre, Herida de Amor, Cómo le explico, No quiero Nada sin ti, Ni tu verdad ni la mía o versions coo El gato que está triste y azul i La Distancia, de Roberto Carlos.

## Biografia
De nena es va donar a conèixer a Espanya en la versió infantil de Lluvia de estrellas, on va imitar primer a Pocahontas i després a Laura Pausini.
La seva figura de cantant melòdica va començar a dibuixar-se en 1999, quan a penes tenia 15 anys. Va ser llavors, quan va treure el seu primer disc Gracias, compost de boleros i ranxeres i amb el qual va arribar a aconseguir 8 discos de platí a Espanya i Disc d'Or en diversos països d'Amèrica Llatina com Veneçuela, Mèxic o Colòmbia.
Va arrasar en els seus començaments i lluny de ser una estrella efímera ha continuat brillant any rere any. Ni més ni menys que 20 compleix en 2019 sobre els escenaris, trajectòria més que sòlida avalada per multitud de premis i reconeixements a Espanya i Llatinoamèrica, com quatre premis cadena dial, el premi Ondas de la música a la millor cançó (Herida de Amor, 2001) o diverses nominacions als grammy llatins, a més del doble disc de diamant que el cantant mexicà Cristian Castro li va lliurar el 27 de febrer de 2008 en el Teatre Calderón de Madrid, quan presentava el seu setè treball.
La seva portentosa, alhora que sensible, veu madura, la sensibilitat amb la qual transforma els boleros d'antany en èxits i el seu inconfusible estil fan que sigui una de les cantants més reconegudes d'Espanya.
En 2015 va concloure la seva gira Contigo Siempre, amb la qual va celebrar els seus quinze anys sobre els escenaris. Per a celebrar-ho, Tamara va incloure en el seu repertori temes mai abans interpretats en directe com a Colores en el Viento, cançó amb la qual es va donar a conèixer a Menudas Estrellas d'Antena 3. Després de la conclusió de l'esmentada gira, va publicar el que fins al moment és el seu últim CD Lo que Calla el Alma (octubre de 2015), treball inèdit que va ser gravat a Miami i que va comptar amb la producció de Daniel Betancourt, compost de temes que inclouen des de balades fins a estils i ritmes més actuals. Aquest treball va sorprendre per ímpetu i contundència.
A finals de 2019 ha tret un CD recopilatori que inclourà versions més actuals, treballs inèdits i col·laboracions amb altres artistes titulat 20 años de amor. Ha iniciat una gira d'actuacions amb David Diges, David DeMaria i Manu Tenorio.
Segons acrediten Productores de Música de España (Promusicae) compta amb dotze discos de platí i un disc d'or, equivalents amb 1.220.000 d'àlbums certificats.

## Vida personal
Tamara va néixer en el popular barri de la Macarena de Sevilla, bressol de grans artistes, el 27 de juny de 1984 en el si d'una família d'artistes. És filla de la balladora i cantaora Matilde Serrano (1965) i Federico Valcárcel. Té quatre germans: Jesús (1985), Manuel Alejandro, Adriana i Luis Miguel.
Es va casar al maig de 2005 amb Daniel Roque a Sevilla després de dos anys de relació. El matrimoni té quatre fills: Daniela (3 d'agost de 2006); Leandro (10 de febrer de 2009); Valentina (9 d'agost de 2012); i el petit Héctor (7 d'agost de 2015).

## Discografia
- 1999: Gracias
- 2001: Siempre
- 2003: Abrázame
- 2004: Canta a Roberto Carlos
- 2005: Lo mejor de tu vida
- 2006: Emociones en directo
- 2007: Perfecto
- 2009: Amores
- 2011: Más
- 2012: Tamara y Moncho, Encadenados, Un homenaje al bolero.
- 2013: Incondicional. A Juan Carlos Calderón
- 2015: Lo que calla el alma

## Recopilatoris
- 2019: 20 años de amor

### Senzills
- 1999: Si Nos Dejan
- 1999: Celos
- 2000: Siempre
- 2001: Herida De Amor
- 2001: Si faltas tú
- 2003: Quien Como Tu
- 2003: Si pudiera imaginarte
- 2003: Cómo le explico
- 2004: El Gato Que Esta Triste Y Azul
- 2004: La Distancia
- 2005: Hey
- 2005: Vuela alto
- 2007: La Ley De Amarte
- 2007: La culpa
- 2008: Cada Dia
- 2009: No Quiero Nada Mas Sin Ti
- 2009: Amores Que Van Y Vienen
- 2011: Si No Te Hubieras Ido
- 2011: Amor En Silencio
- 2012: Como yo te amé
- 2013: Incondicional
- 2014: Tomame O Dejame
- 2015: Si Tu Quisieras
- 2016: Amor Cruel
- 2016: Quien Tuvo La Culpa

## Gires
- 2000 Gira Gracias
- 2001-2002 Gira Siempre
- 2003 Gira Abrazame
- 2004 Gira Homenaje A Roberto Carlos
- 2005-2006 Gira Emociones
- 2008 Gira Perfecto
- 2010 Gira Amores
- 2011- 2012 Gira Mas
- 2012-2013:Gira Encadenados
- 2014: Gira Incondicional
- 2015: Gira Contigo Siempre
- 2016- 2017: Gira Lo Que Calla el Alma
- 2018: Alma de Bolero

## Refeèencies
1. ↑  Así es la nueva cara de la cantante Tamara, tras muchos retoques estéticos, El Mundo, 24 d'octubre de 2019
2. ↑  El radical cambio de 'look' de la cantante Tamara que te recordará a una princesa Disney, Huffington Post
3. ↑  Tamara con doce años "Canta mi corazón" (1996) a Youtube
4. ↑  Tamara: "Lo que más me fascina es cantar al desamor", 20 Minutos, 2 de desembre de 2019
5. ↑  «Promusicae».   www.promusicae.es. [Consulta: 22 agost 2011].
6. ↑  Salaverri, Fernando. Sólo éxitos: año a año, 1959–2002. 1st.  Spain: Fundación Autor-SGAE, septiembre de 2005. ISBN 8480486392 [Consulta: 8 febrer 2011].